# Pictura
Jatnhiel Jhair Fonseca Marchena (Golfito, 26 de mayo de 2000), conocido como Pictura es un cantante, productor musical, artista visual y productor audiovisual. costaricense.
En el 2020 estrenó sus primeros sencillos: Dreamed Bliss, Smoke Promises, Inner Wounds y Fragment 38, todos producidos y grabados por él mismo.
En 2021 lanzó su EP debut "a june afternoon", en 2022 estrenó un EP de B-sides de este mismo EP llamado "a jUne afternoOn en la mierda" con el cual ganó el premio por parte de la Asociación de Compositores y Autores Musicales de Costa Rica, como "Disco Pop del Año".

## Biografía
Comenzó en la música a la edad de 11 años, su pasión por las artes audiovisuales y musicales lo llevaron a aprender a utilizar programas de edición y producción, aprendió por cuenta propia y con ayuda de videos de YouTube.

## Inicios de su carrera musical
En el año 2020, Jatnhiel decidió lanzar varias canciones que había compuesto y producido desde los 17 años pero que nunca había publicado, dando vida a su proyecto musical, Pictura. Su primer EP, A june afternoon, vio la luz el 23 de septiembre de 2021, seguido por el lanzamiento de su EP B-sides el 13 de diciembre de 2022.
El reconocimiento no tardó en llegar, pues en julio de 2023, "A june afternoon" fue nominado a los Premios ACAM en la categoría de Disco Pop del Año, mientras que Pictura fue reconocido como Artista Revelación y su sencillo "NO me jodas MÁS" como Mejor Sencillo Urbano. El éxito continuó cuando el 12 de septiembre "a june afternoon" se alzó con el premio a Disco Pop del Año en los Premios ACAM.

## Discografía
Sencillos:
- 2020: Dreamed Bliss
- 2020. Smoke Promises
- 2020: Inner Wounds
- 2020: Fragment 38
- 2021: sunshine café
- 2021: Goodbye
- 2021: Sunshine Café (with Abbie)
- 2021: Caramelos tan Mágicos (Pictura's Funkified Ver.)
- 2022: DRAMA $w$ (con Leena Bae)
- 2022: TrouBle
- 2022: dondeunavezfuiyo (con Tomer)
- 2023: será real?
- 2023: Alberto Balsalm
- 2023: mr. fallo 2008
- 2023: ecos de ti... (con Baby Witch)
- 2024: redes sociales (con Julia Calvin)

Álbumes y EPs
- 2021: a june afternoon[2]
- 2022: a jUne afTernoOn en la mierda
- 2023: costa rica en lo-fi.

## Premios y nominaciones
| Año  | Premio/Reconocimiento | Categoría             | Estado   |
| ---- | --------------------- | --------------------- | -------- |
| 2023 | Premios ACAM          | Disco Pop del Año     | Ganador  |
| 2023 | Premios ACAM          | Artista Revelación    | Nominado |
| 2023 | Premios ACAM          | Mejor Sencillo Urbano | Nominado |